# 294e régiment d'artillerie
Pour les articles homonymes, voir 294e régiment.
Le 294e régiment d'artillerie lourde divisionnaire (294e RALD) est une unité de l'armée française ayant participé à la bataille de France.

## Historique

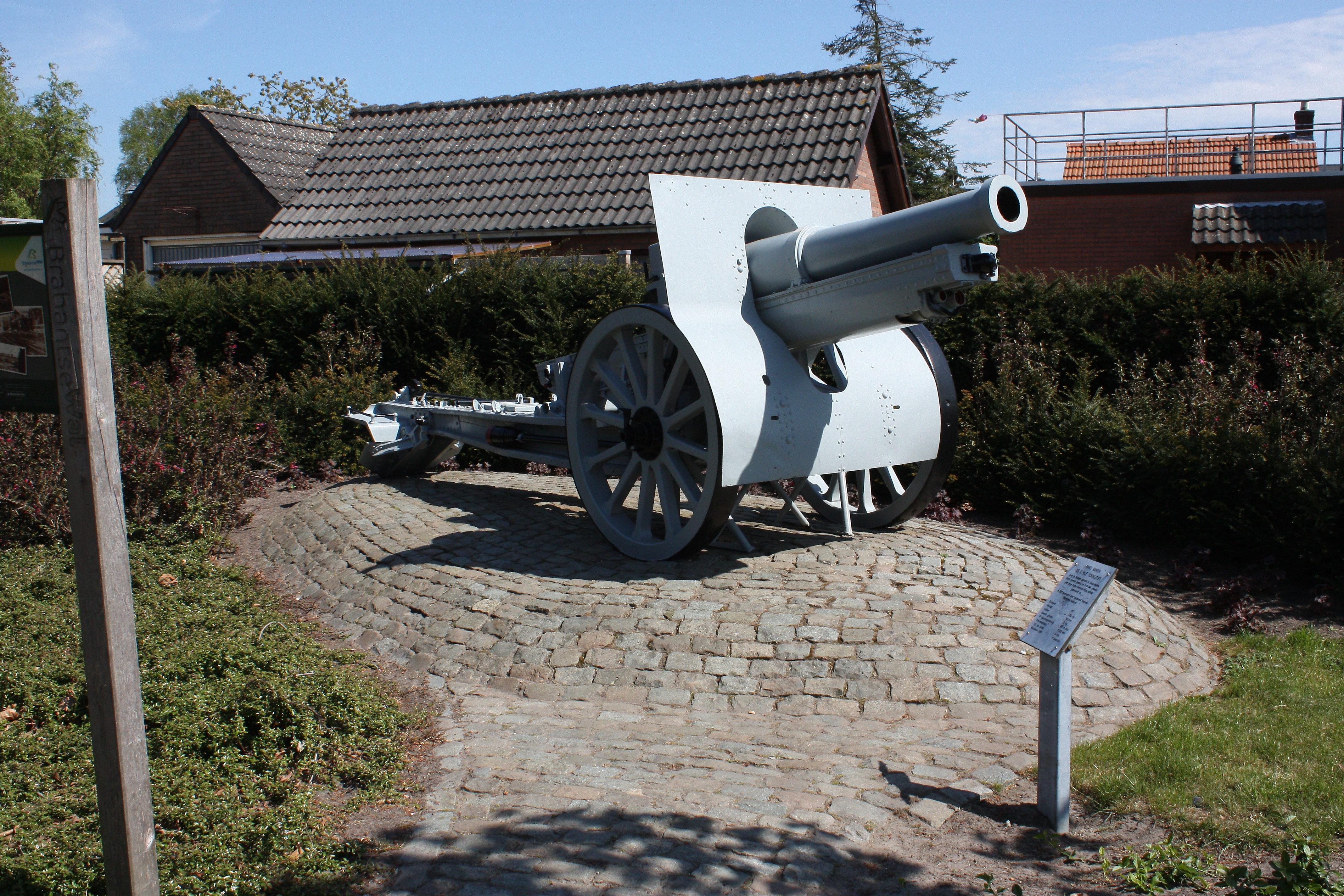
Un canon de 155 C modèle 1917 Schneider, modèle armant le régiment.

Il est créé à Draguignan à la mobilisation de septembre 1939, à partir du 94e RAM et du 363e RALP. Il est équipé de deux groupes de canons de 155 courts modèle 1917 portés et commandé par le colonel Liaudat.
Avec le 94e régiment d'artillerie de montagne, il est rattaché à la 29e division d'infanterie. Il combat sur la Somme pendant la bataille de France.